# Gran Premio motociclistico d'Italia 2011
Il Gran Premio motociclistico d'Italia 2011 corso il 3 luglio, è stato l'ottavo Gran Premio della stagione 2011. La gara si è disputata sul circuito del Mugello.

## Prove e Qualifiche

### Classe 125
La prima e la terza sessione di prove libere hanno visto Nicolás Terol (Aprilia) come il più veloce; nella seconda il miglior tempo è stato fatto segnare da Sergio Gadea (Aprilia). La pole position è andata a Johann Zarco.
Risultati dopo le qualifiche:
- 1 =  Johann Zarco – Derbi 1:58.988
- 2 =  Luis Salom – Aprilia 2:00.620
- 3 =  Sergio Gadea – Aprilia 2:00.903

### Moto 2
Le due sessioni di prove libere del venerdì sono andate a Marc Márquez (Suter), il turno del sabato mattina a Stefan Bradl (Kalex).
Risultati dopo le qualifiche:
- 1 =  Marc Márquez – Suter 2:05.312
- 2 =  Alex De Angelis – MotoBi 2:05.897
- 3 =  Bradley Smith – Tech 3 2:06.617

### MotoGP
Loris Capirossi (Ducati) è costretto a saltare il fine settimana di gara a causa delle conseguenze della caduta nelle qualifiche del Gran Premio d'Olanda; ritorna invece dall'infortunio Daniel Pedrosa (Honda).
Nella prima sessione di prove il miglior tempo è di Marco Simoncelli (1:48.987), seguito da Casey Stoner e Andrea Dovizioso, tutti e tre su Honda. Nella seconda sessione, svoltasi in condizioni di pista umida, il migliore è Dovizioso (1:49.272), seguito da Toni Elías su Honda e Valentino Rossi su Ducati. Nella terza sessione Jorge Lorenzo (Yamaha) è davanti a tutti con il tempo di 1:48.080, seguito da Simoncelli e Stoner. La pole position è andata a Casey Stoner.
| Pos | Nº | Pilota           | Team                          | Tempo    |
| --- | -- | ---------------- | ----------------------------- | -------- |
| 1   | 27 | Casey Stoner     | Repsol Honda Team-HRC         | 1:48:034 |
| 2   | 11 | Ben Spies        | Yamaha Factory Racing-Yamaha  | 1:48:479 |
| 3   | 58 | Marco Simoncelli | San Carlo Honda Gresini-Honda | 1:48:485 |
| 4   | 4  | Andrea Dovizioso | Repsol Honda Team-HRC         | 1:48.694 |
| 5   | 1  | Jorge Lorenzo    | Yamaha Factory Racing-Yamaha  | 1:48.756 |
| 6   | 5  | Colin Edwards    | Monster Yamaha Tech 3-Yamaha  | 1:48.974 |
| 7   | 35 | Cal Crutchlow    | Monster Yamaha Tech 3-Yamaha  | 1:49.021 |
| 8   | 26 | Daniel Pedrosa   | Repsol Honda Team-HRC         | 1:49.398 |
| 9   | 69 | Nicky Hayden     | Ducati Team-Ducati            | 1:49.509 |
| 10  | 8  | Héctor Barberá   | Mapfre Aspar Team-Ducati      | 1:49.663 |
| 11  | 17 | Karel Abraham    | Cardion AB Motoracing-Ducati  | 1:49.678 |
| 12  | 46 | Valentino Rossi  | Ducati Team-Ducati            | 1:49.902 |
| 13  | 7  | Hiroshi Aoyama   | San Carlo Honda Gresini-Honda | 1:50.156 |
| 14  | 19 | Álvaro Bautista  | Rizla Suzuki MotoGP-Suzuki    | 1:50.460 |
| 15  | 14 | Randy de Puniet  | Pramac Racing Team-Ducati     | 1:50.651 |
| 16  | 24 | Toni Elías       | LCR Honda MotoGP-Honda        | 1:50.742 |

## Gara

### MotoGP

#### Arrivati al traguardo
| Pos. | Nº | Pilota           | Squadra                 | Motocicletta       | Giri | Tempo     | Griglia | Punti |
| ---- | -- | ---------------- | ----------------------- | ------------------ | ---- | --------- | ------- | ----- |
| 1º   | 1  | Jorge Lorenzo    | Yamaha Factory Racing   | Yamaha YZR-M1      | 23   | 41:50.089 | 5       | 25    |
| 2º   | 4  | Andrea Dovizioso | Repsol Honda            | Honda RC212V       | 23   | +0.997    | 4       | 20    |
| 3º   | 27 | Casey Stoner     | Repsol Honda            | Honda RC212V       | 23   | +1.143    | 1       | 16    |
| 4º   | 11 | Ben Spies        | Yamaha Factory Racing   | Yamaha YZR-M1      | 23   | +8.980    | 2       | 13    |
| 5º   | 58 | Marco Simoncelli | San Carlo Honda Gresini | Honda RC212V       | 23   | +9.076    | 3       | 11    |
| 6º   | 46 | Valentino Rossi  | Ducati Team             | Ducati Desmosedici | 23   | +26.450   | 12      | 10    |
| 7º   | 8  | Héctor Barberá   | Mapfre Aspar            | Ducati Desmosedici | 23   | +28.745   | 10      | 9     |
| 8º   | 26 | Dani Pedrosa     | Repsol Honda            | Honda RC212V       | 23   | +32.043   | 8       | 8     |
| 9º   | 5  | Colin Edwards    | Monster Yamaha Tech 3   | Yamaha YZR-M1      | 23   | +33.421   | 6       | 7     |
| 10º  | 69 | Nicky Hayden     | Ducati Team             | Ducati Desmosedici | 23   | +34.724   | 9       | 6     |
| 11º  | 7  | Hiroshi Aoyama   | San Carlo Honda Gresini | Honda RC212V       | 23   | +37.359   | 13      | 5     |
| 12º  | 17 | Karel Abraham    | Cardion AB Motoracing   | Ducati Desmosedici | 23   | +43.964   | 11      | 4     |
| 13º  | 19 | Álvaro Bautista  | Rizla Suzuki            | Suzuki GSV-R       | 23   | +47.654   | 14      | 3     |
| 14º  | 14 | Randy de Puniet  | Pramac Racing           | Ducati Desmosedici | 23   | +48.840   | 15      | 2     |
| 15º  | 24 | Toni Elías       | LCR Honda               | Honda RC212V       | 23   | +1:15.199 | 16      | 1     |

#### Ritirato
| Nº | Pilota        | Squadra               | Motocicletta  | Giri | Griglia |
| -- | ------------- | --------------------- | ------------- | ---- | ------- |
| 35 | Cal Crutchlow | Monster Yamaha Tech 3 | Yamaha YZR-M1 | 6    | 7       |

### Moto2
In questo Gran Premio nel team Aspar tocca a Raffaele De Rosa sostituire Julián Simón, mentre Jordi Torres rimpiazza Javier Forés; Tommaso Lorenzetti sostituisce Kev Coghlan nel team Aeroport de Castelló (FTR). L'unica wildcard è Mattia Tarozzi su Suter.

#### Arrivati al traguardo
| Pos. | Nº | Pilota             | Squadra                           | Motocicletta       | Giri | Tempo     | Griglia | Punti |
| ---- | -- | ------------------ | --------------------------------- | ------------------ | ---- | --------- | ------- | ----- |
| 1º   | 93 | Marc Márquez       | CatalunyaCaixa Repsol             | Suter MMX          | 21   | 40:02.941 | 1       | 25    |
| 2º   | 65 | Stefan Bradl       | Viessmann Kiefer Racing           | Kalex              | 21   | +0.071    | 7       | 20    |
| 3º   | 38 | Bradley Smith      | Tech 3 Racing                     | Tech 3 Mistral 610 | 21   | +0.419    | 3       | 16    |
| 4º   | 15 | Alex De Angelis    | JIR Moto2                         | MotoBi             | 21   | +2.091    | 2       | 13    |
| 5º   | 29 | Andrea Iannone     | Speed Master                      | Suter MMX          | 21   | +4.595    | 14      | 11    |
| 6º   | 12 | Thomas Lüthi       | Interwetten Paddock               | Suter MMX          | 21   | +13.021   | 24      | 10    |
| 7º   | 3  | Simone Corsi       | Ioda Racing Project               | FTR                | 21   | +13.092   | 23      | 9     |
| 8º   | 76 | Max Neukirchner    | MZ Racing                         | MZ-RE Honda        | 21   | +13.409   | 20      | 8     |
| 9º   | 40 | Aleix Espargaró    | Pons HP 40                        | Pons Kalex         | 21   | +14.139   | 32      | 7     |
| 10º  | 54 | Kenan Sofuoğlu     | Technomag-CIP                     | Suter MMX          | 21   | +14.419   | 13      | 6     |
| 11º  | 77 | Dominique Aegerter | Technomag-CIP                     | Suter MMX          | 21   | +15.072   | 30      | 5     |
| 12º  | 19 | Xavier Siméon      | Tech 3 B                          | Tech 3 Mistral 610 | 21   | +17.996   | 4       | 4     |
| 13º  | 4  | Randy Krummenacher | GP Team Switzerland Kiefer Racing | Kalex              | 21   | +18.573   | 5       | 3     |
| 14º  | 72 | Yūki Takahashi     | Gresini Racing                    | Moriwaki           | 21   | +19.720   | 15      | 2     |
| 15º  | 16 | Jules Cluzel       | NGM Forward Racing                | Suter MMX          | 21   | +20.357   | 33      | 1     |
| 16º  | 34 | Esteve Rabat       | Blusens-STX                       | FTR                | 21   | +22.208   | 11      |       |
| 17º  | 36 | Mika Kallio        | Marc VDS Racing                   | Suter MMX          | 21   | +22.420   | 9       |       |
| 18º  | 53 | Valentin Debise    | Speed Up                          | FTR                | 21   | +24.297   | 38      |       |
| 19º  | 18 | Jordi Torres       | Mapfre Aspar                      | Suter MMX          | 21   | +28.679   | 18      |       |
| 20º  | 75 | Mattia Pasini      | Ioda Racing Project               | FTR                | 21   | +28.876   | 8       |       |
| 21º  | 13 | Anthony West       | MZ Racing                         | MZ-RE Honda        | 21   | +30.778   | 10      |       |
| 22º  | 88 | Ricard Cardús      | QMMF Racing                       | Moriwaki           | 21   | +33.084   | 17      |       |
| 23º  | 71 | Claudio Corti      | Italtrans Racing                  | Suter MMX          | 21   | +34.568   | 31      |       |
| 24º  | 63 | Mike Di Meglio     | Tech 3 Racing                     | Tech 3 Mistral 610 | 21   | +36.000   | 35      |       |
| 25º  | 31 | Carmelo Morales    | Desguaces La Torre G22            | Moriwaki           | 21   | +36.194   | 27      |       |
| 26º  | 39 | Robertino Pietri   | Italtrans Racing                  | Suter MMX          | 21   | +36.195   | 12      |       |
| 27º  | 45 | Scott Redding      | Marc VDS Racing                   | Suter MMX          | 21   | +46.731   | 28      |       |
| 28º  | 44 | Pol Espargaró      | HP Tuenti Speed Up                | FTR                | 21   | +49.054   | 6       |       |
| 29º  | 9  | Kenny Noyes        | Avintia-STX                       | FTR                | 21   | +50.101   | 22      |       |
| 30º  | 64 | Santiago Hernández | SAG Team                          | FTR                | 21   | +1:08.557 | 36      |       |
| 31º  | 95 | Mashel Al Naimi    | QMMF Racing                       | Moriwaki           | 20   | +1 giro   | 37      |       |

#### Ritirati
| Nº | Pilota              | Squadra               | Motocicletta | Giri | Griglia |
| -- | ------------------- | --------------------- | ------------ | ---- | ------- |
| 14 | Ratthapark Wilairot | Thai Honda Singha SAG | FTR          | 14   | 34      |
| 25 | Alex Baldolini      | NGM Forward Racing    | Suter MMX    | 11   | 26      |
| 70 | Mattia Tarozzi      | Faenza Racing         | Suter MMX    | 11   | 29      |
| 68 | Yonny Hernández     | Blusens-STX           | FTR          | 7    | 16      |
| 24 | Tommaso Lorenzetti  | Aeroport de Castelló  | FTR          | 6    | 25      |
| 51 | Michele Pirro       | Gresini Racing        | Moriwaki     | 3    | 21      |
| 35 | Raffaele De Rosa    | Mapfre Aspar          | Suter MMX    | 0    | 19      |

#### Non partito
| Nº | Pilota    | Squadra    | Motocicletta |
| -- | --------- | ---------- | ------------ |
| 80 | Axel Pons | Pons HP 40 | Pons Kalex   |

### Classe 125
In questo Gran Premio corrono tre wildcard: Kevin Calia, Massimo Parziani e Miroslav Popov, tutti su Aprilia.

#### Arrivati al traguardo
| Pos. | Nº | Pilota              | Squadra                        | Motocicletta | Giri | Tempo     | Griglia | Punti |
| ---- | -- | ------------------- | ------------------------------ | ------------ | ---- | --------- | ------- | ----- |
| 1º   | 18 | Nicolás Terol       | Bankia Aspar                   | Aprilia      | 20   | 39:51.815 | 5       | 25    |
| 2º   | 5  | Johann Zarco        | Avant-AirAsia-Ajo              | Derbi        | 20   | +0.167    | 1       | 20    |
| 3º   | 25 | Maverick Viñales    | Blusens by Paris Hilton Racing | Aprilia      | 20   | +8.379    | 7       | 16    |
| 4º   | 7  | Efrén Vázquez       | Avant-AirAsia-Ajo              | Derbi        | 20   | +8.491    | 4       | 13    |
| 5º   | 55 | Héctor Faubel       | Bankia Aspar                   | Aprilia      | 20   | +8.594    | 8       | 11    |
| 6º   | 39 | Luis Salom          | RW Racing GP                   | Aprilia      | 20   | +22.908   | 2       | 10    |
| 7º   | 33 | Sergio Gadea        | Blusens by Paris Hilton Racing | Aprilia      | 20   | +23.989   | 3       | 9     |
| 8º   | 28 | Miguel Oliveira     | Andalucia Banca Civica         | Aprilia      | 20   | +40.138   | 11      | 8     |
| 9º   | 23 | Alberto Moncayo     | Andalucia Banca Civica         | Aprilia      | 20   | +40.767   | 16      | 7     |
| 10º  | 84 | Jakub Kornfeil      | Ongetta-Centro Seta            | Aprilia      | 20   | +41.198   | 15      | 6     |
| 11º  | 77 | Marcel Schrötter    | Mahindra Racing                | Mahindra     | 20   | +41.255   | 13      | 5     |
| 12º  | 11 | Sandro Cortese      | Intact-Racing Team Germany     | Aprilia      | 20   | +43.999   | 6       | 4     |
| 13º  | 15 | Simone Grotzkyj     | Phonica Racing                 | Aprilia      | 20   | +46.172   | 14      | 3     |
| 14º  | 53 | Jasper Iwema        | Ongetta-Abbink Metaal          | Aprilia      | 20   | +58.976   | 19      | 2     |
| 15º  | 52 | Danny Kent          | Red Bull Ajo MotorSport        | Aprilia      | 20   | +59.725   | 26      | 1     |
| 16º  | 10 | Alexis Masbou       | Caretta Technology             | KTM          | 20   | +1:00.127 | 20      |       |
| 17º  | 17 | Taylor Mackenzie    | Phonica Racing                 | Aprilia      | 20   | +1:00.227 | 28      |       |
| 18º  | 63 | Zulfahmi Khairuddin | Airasia-Sic-Ajo                | Derbi        | 20   | +1:08.245 | 25      |       |
| 19º  | 95 | Miroslav Popov      | Ellegi Racing                  | Aprilia      | 20   | +1:10.593 | 27      |       |
| 20º  | 19 | Alessandro Tonucci  | Team Italia FMI                | Aprilia      | 20   | +1:13.662 | 30      |       |
| 21º  | 43 | Francesco Mauriello | WTR-Ten10 Racing               | Aprilia      | 20   | +1:23.949 | 29      |       |
| 22º  | 31 | Niklas Ajo          | TT Motion Events Racing        | Aprilia      | 20   | +1:38.811 | 23      |       |
| 23º  | 30 | Giulian Pedone      | Phonica Racing                 | Aprilia      | 20   | +1:53.144 | 31      |       |

#### Ritirati
| Nº | Pilota           | Squadra                 | Motocicletta | Giri | Griglia |
| -- | ---------------- | ----------------------- | ------------ | ---- | ------- |
| 3  | Luigi Morciano   | Team Italia FMI         | Aprilia      | 19   | 24      |
| 74 | Kevin Calia      | MGP Racing              | Aprilia      | 19   | 22      |
| 94 | Jonas Folger     | Red Bull Ajo MotorSport | Aprilia      | 17   | 21      |
| 99 | Danny Webb       | Mahindra Racing         | Mahindra     | 9    | 12      |
| 56 | Péter Sebestyén  | Caretta Technology      | KTM          | 9    | 32      |
| 96 | Louis Rossi      | Matteoni Racing         | Aprilia      | 7    | 10      |
| 36 | Joan Perelló     | Matteoni Racing         | Aprilia      | 7    | 33      |
| 50 | Sturla Fagerhaug | WTR-Ten10 Racing        | Aprilia      | 7    | 18      |
| 88 | Massimo Parziani | Faenza Racing           | Aprilia      | 6    | 34      |
| 26 | Adrián Martín    | Bankia Aspar            | Aprilia      | 1    | 9       |
| 21 | Harry Stafford   | Ongetta-Centro Seta     | Aprilia      | 1    | 17      |